# Rio Oti
O rio Oti ou rio Pendjari é um rio da África Ocidental que nasce no Burquina Fasso. e que define a fronteira Gana-Togo. Desagua no Lago Volta.
O Oti é também um dos mais importantes rios do Togo, que atravessa na sua parte norte a partir do norte para o sul-leste-oeste, formando um reservatório de grande importância depois de passar a fronteira entre Burquina Fasso e Benim, e é chamado Pendjari depois de entrar do Gana. Com uma extensão de cerca de 50/60 km formando a fronteira entre os dois países, vai desaguar no Lago Volta.

## O Parque Nacional Pendjari
Parte do vale do rio que este cria no Benim tornou-se em 1986 um parque nacional. O parque ocupa uma margem do rio e uma grande área das Montanhas do Togo.